# حزب لیبرال دموکراتیک آرمناکان
حزب لیبرال دموکراتیک آرمناکان (ارمنی: Արմենական-Ռամկավար Ազատական Կուսակցություն) یکی از احزاب کشور ارمنستان است که در سال ۲۰۰۹ بنیانگذاری شد و در سال ۲۰۱۲ منحل شد .
ناکامی‌های سیاسی پیاپی حزب لیبرال دموکراتیک ارمنستان موجب شد بخشی از رهبران و اعضای بخشی قدیمی حزب (ADL) در سال ۲۰۰۹ میلادی شوند. اما این حزب رسما از سوی رهبری حزب در جامعه دیاسپورا به رسمیت شناخته نشد. حزب همچنین تصمیم به انتقال دفتر مرکزی از ایروان به یکی دیگر از شهرهای ارمنستان گرفت که این نیز با مخالفت ADL مواجه گشت.